# Глазер, Омри
Омри Глазер (ивр. עומרי גלזר‎; 11 марта 1996, Тель-Авив) — израильский футболист, вратарь клуба «Црвена звезда» и национальной сборной Израиля.

## Ранние годы
Глазер родился и вырос в Тель-Авиве, Израиль, в семье ашкеназских евреев (румыно-еврейского происхождения).
У него также имеется румынский паспорт благодаря его ашкеназским корням, что облегчает переезд в некоторые европейские футбольные лиги.

## Клубная карьера
Глазер начал свою молодёжную карьеру в составе тель-авивского «Маккаби», а в 17 лет перешёл в юношеский состав команды «Хапоэль». 16 мая 2015 года он дебютировал, выйдя в стартовом составе в матче последнего тура сезона 2014-15 годов против «Хапоэль Петах-Тиква», завершившиеся со счётом 4:2.
23 июня 2016 года Глазер подписал контракт с «Маккаби Хайфой». Первое время он был запасным вратарём, но после травмы Охада Левиты стал основным вратарём. В июле 2019 года он был отдан в аренду в «Секция Нес Циону».
В июне 2021 года он подписал трёхлетний контракт с «Хапоэлем Беэр-Шева». В финале Кубка Израиля 2022 года ему удалось отразить три удара во время серии пенальти, обыграв свой бывший клуб «Маккаби Хайфу» в борьбе за титул чемпиона. В том же году он отразил ещё два удара в серии пенальти в рамках победного матча Суперкубка Израиля, завершившейся со счетом 4:3.
22 июня 2023 года Глазер подписал трёхлетний контракт с белградской «Црвеной Звездой». Позже, 19 сентября того же года, ему удалось установить рекорд по количеству сейвов в одном матче Лиги чемпионов УЕФА — 13 сейвов в матче группового этапа 2023/24 против «Манчестер Сити», несмотря на поражение 3:1.

## Международная карьера
В ноябре 2016 года он впервые был вызван во взрослую сборную Израиля на матч против сборной Албании. Дебютировал 2 сентября 2017 года в матче против Северной Македонии.

## Награды

### Маккаби Хайфа
- Чемпионат Израиля: 2020/2021

### Хапоэль Беэр-Шева
- Кубок Израиля: 2021/2022
- Суперкубок Израиля: 2022

### Црвена звезда
- Чемпионат Сербии: 2023/2024
- Кубок Сербии: 2023/2024

### Индивидуальные
- Вратарь сезона чемпионата Израиля: 2021/2022[15], 2022/2023[16]